# 그리스 요리

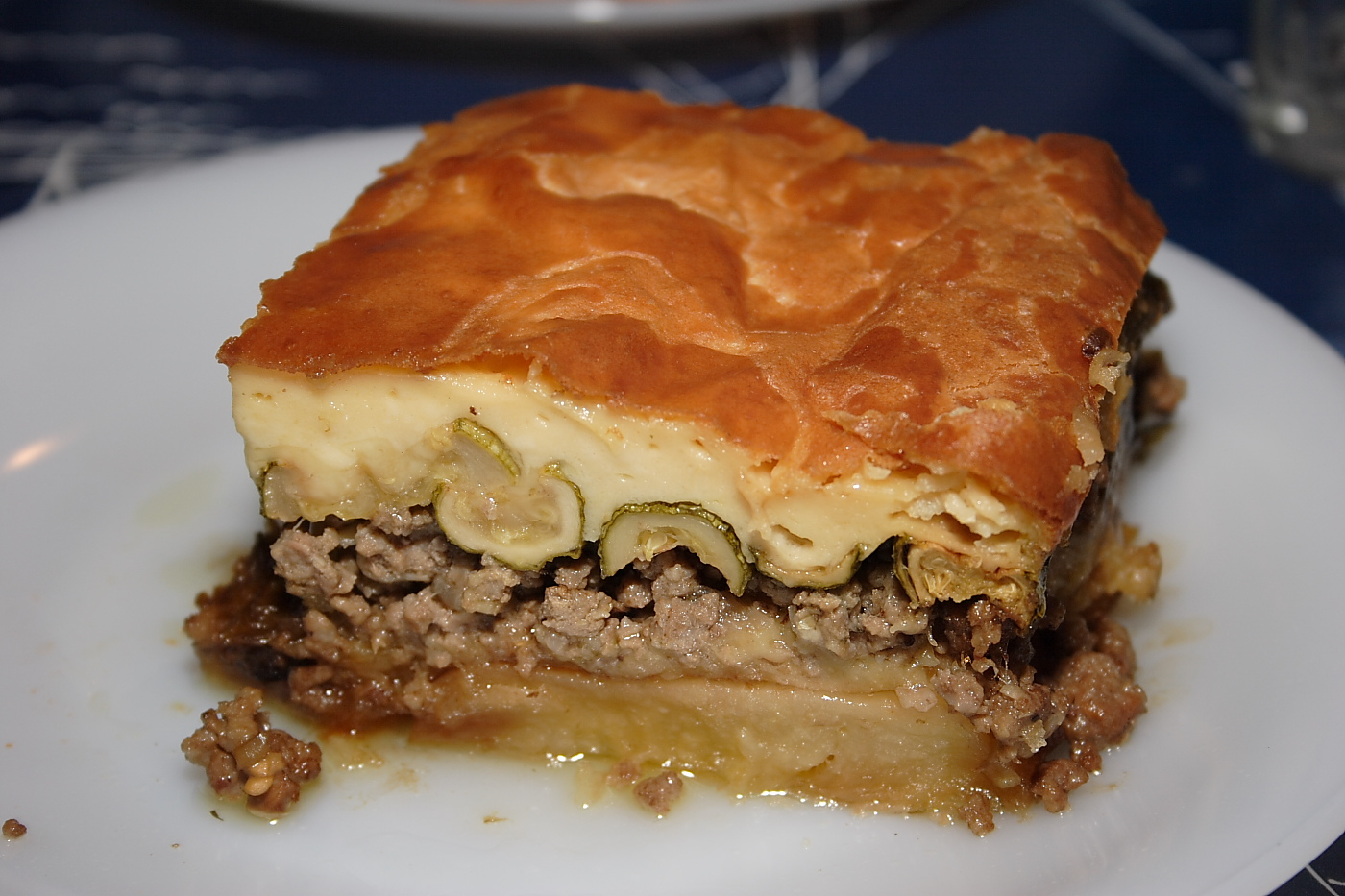
무사카

그리스 요리(Greece 料理, 그리스어: Ελληνική κουζίνα 엘리니키 쿠지나[*])는 동남유럽에 있는 그리스의 요리이다. 그리스 전역과 그리스인들의 요리 방식인 그리스 요리는 전형적인 지중해식 식단의 표본이라고 할 수 있으며 스페인, 아랍, 이탈리아의 요리 문화와도 많은 연관성을 지니고 있다. 
그리스 식단에서 찾아볼 수 있는 가장 독특하고 오래된 요소는 올리브유인데 거의 대부분 요리에 등장한다. 올리브는 그리스 전역에서 생산되어 각 가정을 비롯해 그리스의 요리에 독특함을 더한다. 그리스 식단의 기본이 되는 곡류로는 밀이 있고 토마토와 감자, 녹색 콩, 고추, 양파가 주요 채소이다. 
그리스 요리는 타 지중해 국가의 음식에 비해 향신료를 좀 더 쓰는 편이다. 마늘이나 양파를 기본으로 해서 허브의 일종인 오레가노(oregano)와 미나리과의 식물인 딜, 월계수 잎을 음식에 첨가하기도 한다. 바실이나 타임, 회향 열매도 자주 쓰는 재료에 포함된다. 양고기나 돼지고기, 페타 치즈, 포도 나무의 잎, 주키니, 요구르트도 많이 먹는 음식이다. 
지형적 특성상 염소나 양을 키우기 편한 탓에 소고기로 만든 요리를 쉽게 찾기 어렵다. 생선 요리가 흔한데 해안 가와 섬 지방에는 명물로 통할 것이다. 치즈 종류가 많아서 식단에 자주 등장하며 파이도 많이 먹는 음식이다.

## 유래
현대 그리스 요리 방식은 올리브유와 와인, 생선, 다양한 육고기까지 아우르는 건강한 식단이다. 이때 육류 종류에는 때로 소고기가 포함되기도 한다. 그리스의 요리는 수천년 전으로 거슬러 올라간다. 따라서 수세기에 걸쳐 그리스 내에서도 음식의 조리법이나 형태가 많은 변화를 겪었으며 한편으로는 타지의 요리를 흡수하여 자국화하는 방향으로 나아갔다고 보는 것이 좋을 것이다. 때문에 다른 나라의 요리에도 큰 영향을 끼쳤다. 예를 들면 프랑스 요리에서는 아 라 그리케(프랑스어: a la Greque)라고 하여 올리브유와 레몬을 뿌려 요리하는 방식을 지칭하곤 하는데 그리스 요리법을 말하는 것이다.
트라하나, 스코르달리아, 렌즈콩 수프, 포도주 따위의 음식은 고대 그리스 때부터 기원하였다. 헬레니즘 시대와 로마 시대를 거쳐 탄생한 요리인 루카니코(loukaniko), 비잔틴 제국기에 나온 페타 치즈나 아브고타라호(avgotaraho) 등이 있다. 사실 훨씬 더 많은 요리가 있겠지만 고대 때나 비잔틴 제국 시기 때 나온 요리법 중에 지금은 행하지 않는 경우도 상당하다. 
오스만 풍의 요리 영향을 받은 경우도 상당히 많지만 그 방식을 모두 베껴온 것이라고는 보기 어려워 지금 남아있는 음식 종류에서는 그리스 식의 느낌이 더 짙게 나타난다.
최근에는 미국식 식습관이 그리스와 전 유럽에 퍼지면서 패스트푸트 체인점인 구디스(Goody's)가 널리 퍼져 있다. 패스트푸드 점이 전국에 문을 열어 성업 중이지만 다수의 그리스인들은 올리브 유를 기초로 한 전통 음식에 길들여져 있다. 게다가 그리스 전통 후식이 패스트푸드 식으로 제공되기도 하기 때문에 아예 미국식 음식을 먹는다고 하기에는 무리가 있다. 그리스인들에게 외식을 하는 일은 아주 흔하다. 타베르나(taverna)라고 하는 그리스 전역의 작은 음식점이 있어서 적당한 가격이라면 관광객이든 지역 주민들이든 할 것 없이 전통 그리스 요리를 맛볼 수 있다.

## 냉장고
그리스 전국에 다양한 종류의 냉장고가 있다. 하지만 선전이나 특별한 점이 없는 종류가 많아서 그리스 사람이 아니라면 많은 냉장고를 알기란 어려운 일이다. 대개 냉장고는 작은 가족농이 만들어서 팔기 때문에 각기 독특한 맛이 난다.

## 대표 요리
- 수블라키

## 음료
- 와인 : 와인이 가장 흔한 음료이다. 전설에 따르면 와인은 이카리아 섬에서 발명된 것이라고 한다.
- 우조 : 그리스의 전통 리큐어로 아니스 열매를 첨가해서 만든다. 물이나 얼음을 타면 우유빛의 하얀 색으로 변하는데 레스보스섬에서 생산되는 것이 가장 맛있다는 속설이 있다.
- 찌푸로 : 찌푸로(Τσιπούρο)라고 하는 알코올 도수가 높은 음료도 있다. 우조와 유사한 그리스 전통 음료이지만 향료를 첨가하지는 않는다. 그리스 내에서는 볼로스라는 곳이 찌푸로 생산의 집결지이다.
- 레치나 : 그리스산 포도주인 레치나(Ρετσίνα)는 송진향이 첨가된 그리스식 백포도주이다. 고대 그리스시대에는 포도주를 보관할 때 포도주를 담은 항아리를 송진으로 봉했는데, 이때 자연스럽게 포도주에 송진향이 스며들어 레치나 특유의 송진향을 갖게 되었다. 아테네 지방의 레치나가 가장 유명하다. 또한 연도가 오래되었다고 해서 좋다는 와인과는 달리 레치나는 연도가 그다지 중요한 문제가 되지 않는다. 오히려 빠르게 마시는 편이 좋다.

## 같이 보기
- 지중해 요리